# 旧白子川
旧白子川（きゅうしらこがわ）は、東京都及び埼玉県を流れる白子川の旧本流。
現在では、板橋区側では「旧白子川緑道」として整備され、和光市側では「旧白子川遊歩道」や「旧白子川児童遊園地」などその名をとどめている。